# Vrané nad Vltavou
Vrané nad Vltavou (en allemand : Wran) est une commune du district de Prague-Ouest, dans la région de Bohême-Centrale, en République tchèque. Sa population s'élevait à 2 632 habitants en 2020.

## Géographie
Vrané nad Vltavou se trouve à 5 km au sud-ouest de Černošice et à 17 km au nord du centre de Prague.
La commune est limitée par Jíloviště à l'ouest et au nord, par Zvole à l'est, par Březová-Oleško et Měchenice au sud, et par Trnová à l'ouest.

## Histoire
La première mention écrite de la localité date de 993.

## Galerie

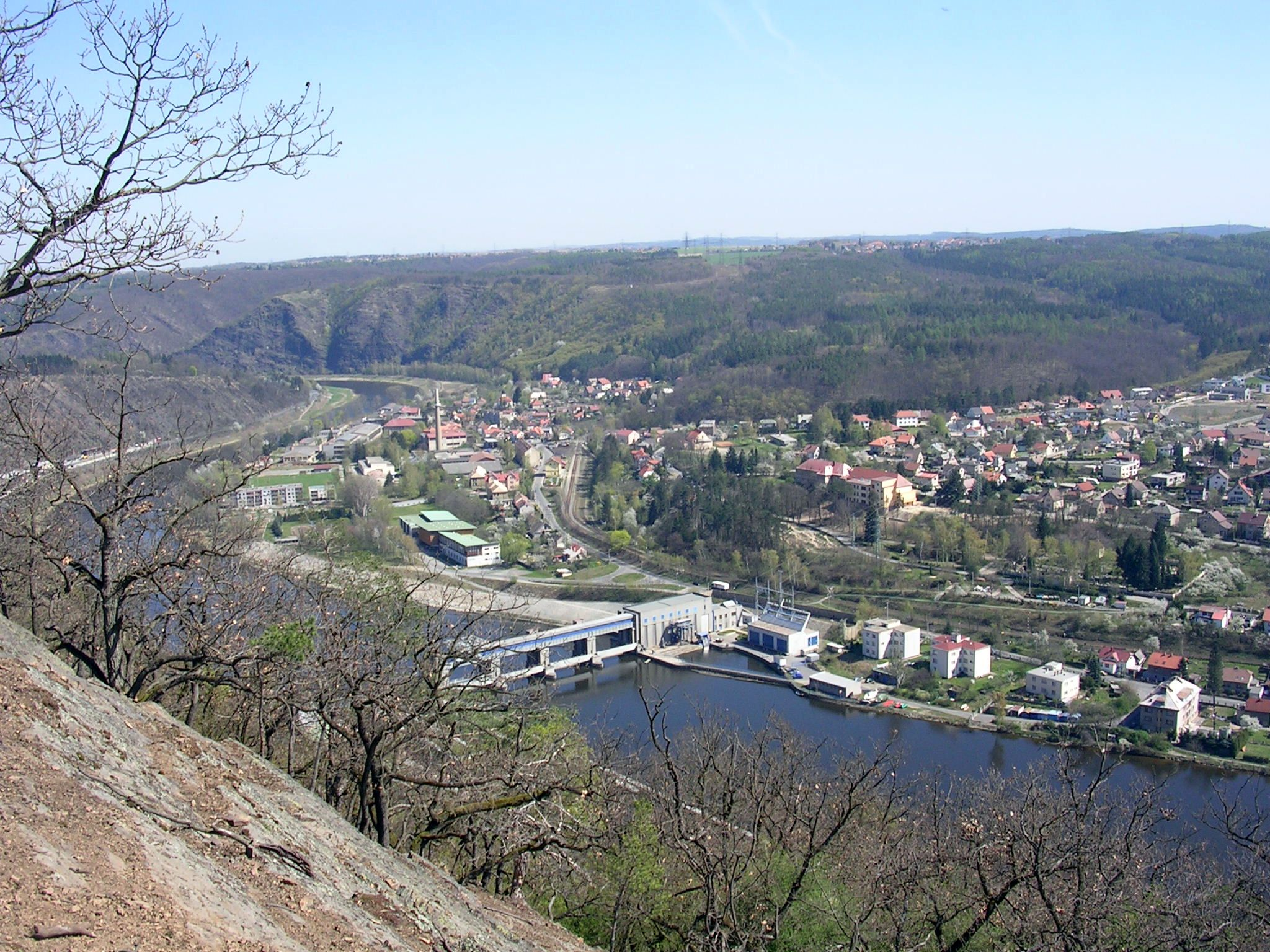
Vue générale.
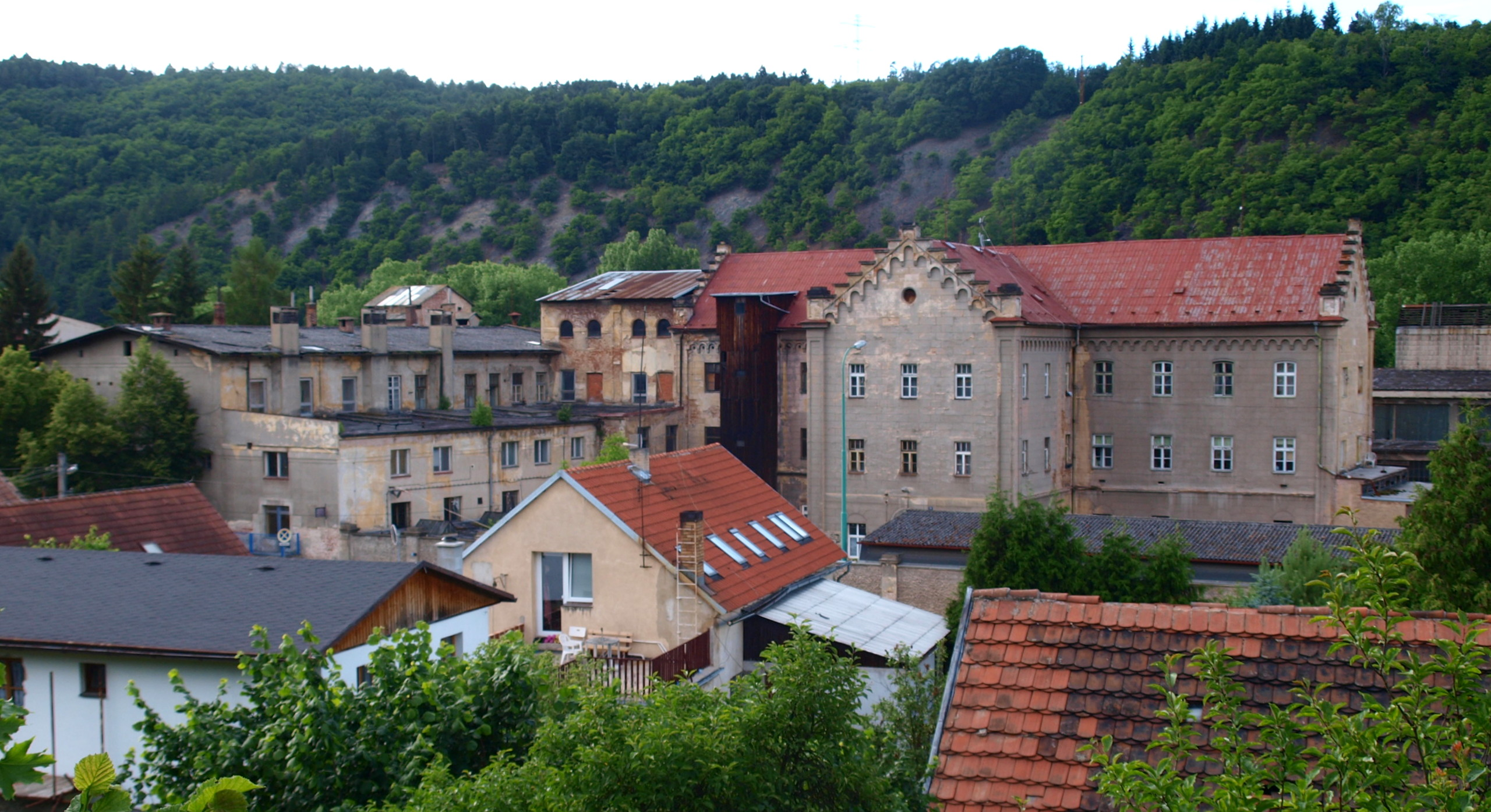
Ancienne papeterie.

## Transports
Par la route, Vrané nad Vltavou se trouve à 16 km de Černošice et à 20 km du centre de Prague.